# Franz von Blacha
Franz von Blacha (geb. 9. März 1728 in Schlesien; gest. 17. März 1797 in Kochanowitz) war ein preußischer Landrat.

## Herkunft

Wappen derer von Blacha

Franz von Blacha war Angehöriger des alten schlesischen Adelsgeschlechts Blacha. Er war ein Sohn von Franz Ferdinand von Blacha († 1742), Erbherr auf Pawonkau, ab 1730 auch auf Thule. Seine Mutter war Anna Johanne (1701–1753), Tochter des Philipp Joseph von Jerin auf Geseß.

## Leben
Franz von Blacha saß auf Kochanowitz, Sternalitz, Lissau, zuletzt auf dem Schloss Lublinitz und widmete sich der wohl der Landwirtschaft. 1790 wurde er Nachfolger von Johann Christoph Alexander von Stosch als Landrat im Kreis Lublinitz. Das Amt übte er bis 1797 aus, dem Jahr, in dem er starb.

## Persönliches
Franz von Blacha war seit etwa 1765 mit seiner Cousine Franziska (1745–1821), der Tochter von Carl Friedrich von Blacha auf Jaschine und Thule. Das Gut Kobyllno erhielt er von seiner Schwiegermutter im Jahr 1777. Sein Onkel Carl Friedrich von Blacha war von 1742 bis 1766 erster Landrat im Kreis Rosenberg O.S.